# Alchemilla cuneata
Alchemilla cuneata é uma espécie de rosácea do gênero Alchemilla, pertencente à família Rosaceae.